# Aechmea pimenti-velosoi
Aechmea pimenti-velosoi är en gräsväxtart som beskrevs av Raulino Reitz. Aechmea pimenti-velosoi ingår i släktet Aechmea och familjen Bromeliaceae. Inga underarter finns listade i Catalogue of Life.

## Bildgalleri

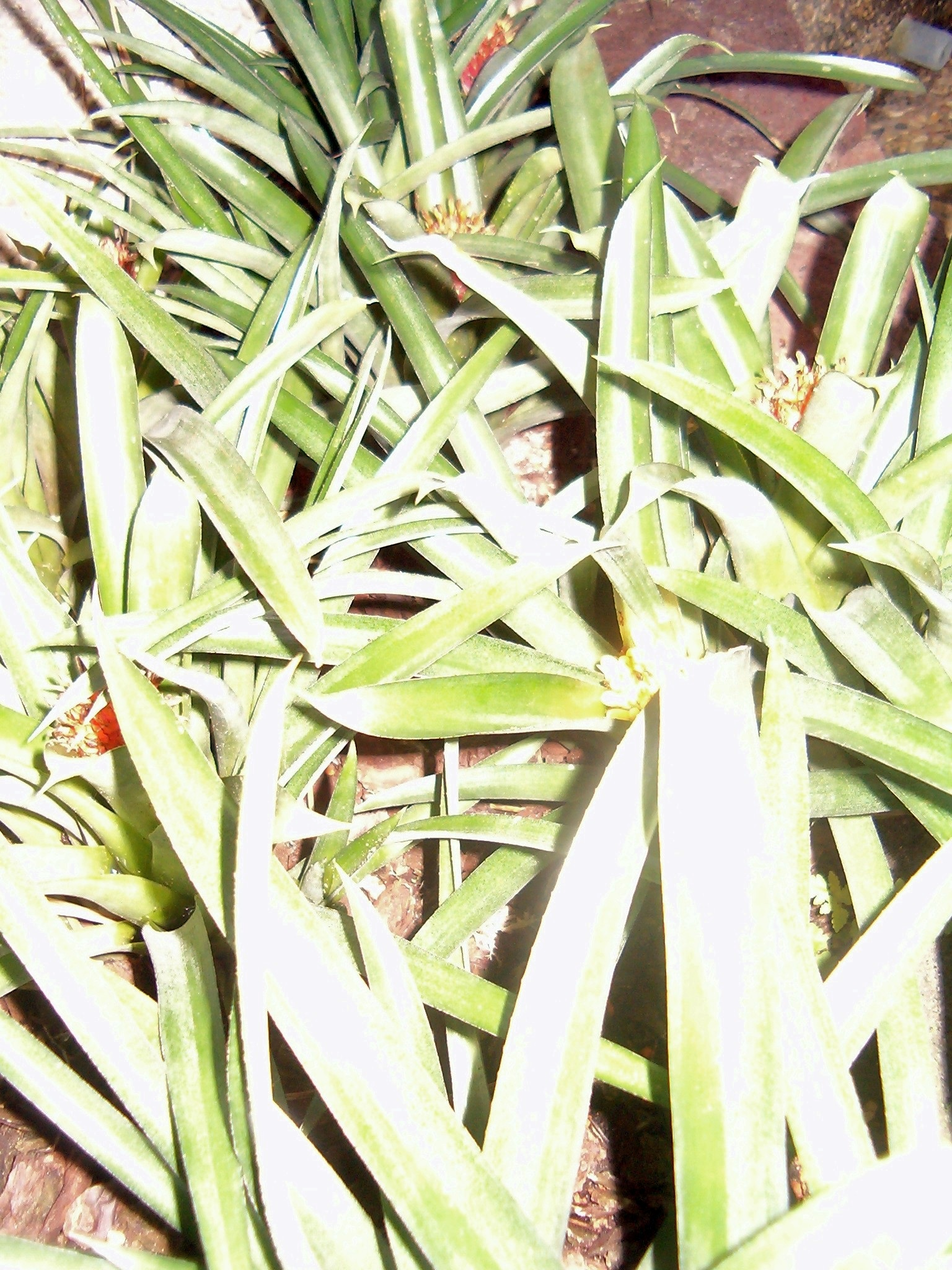
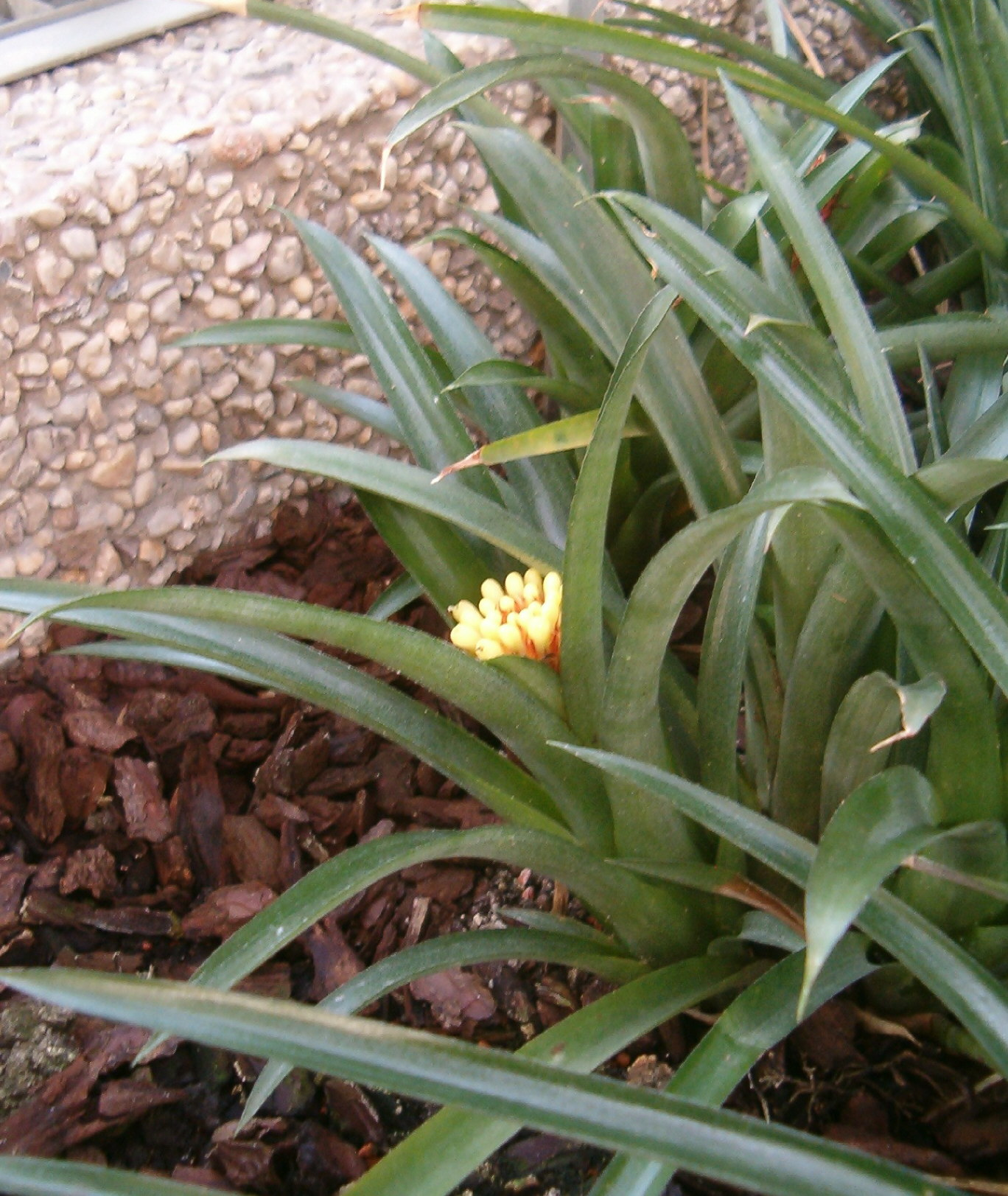
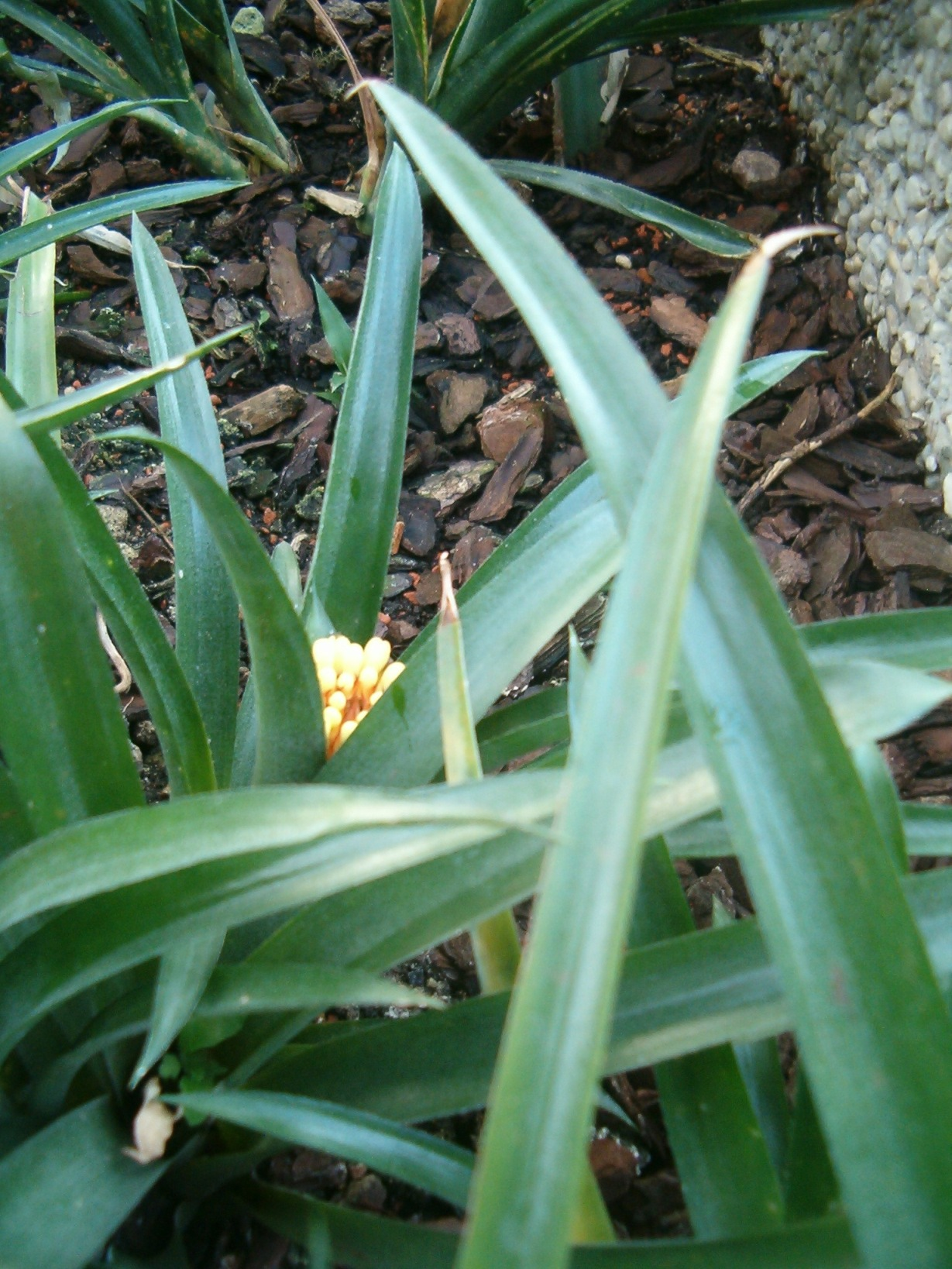
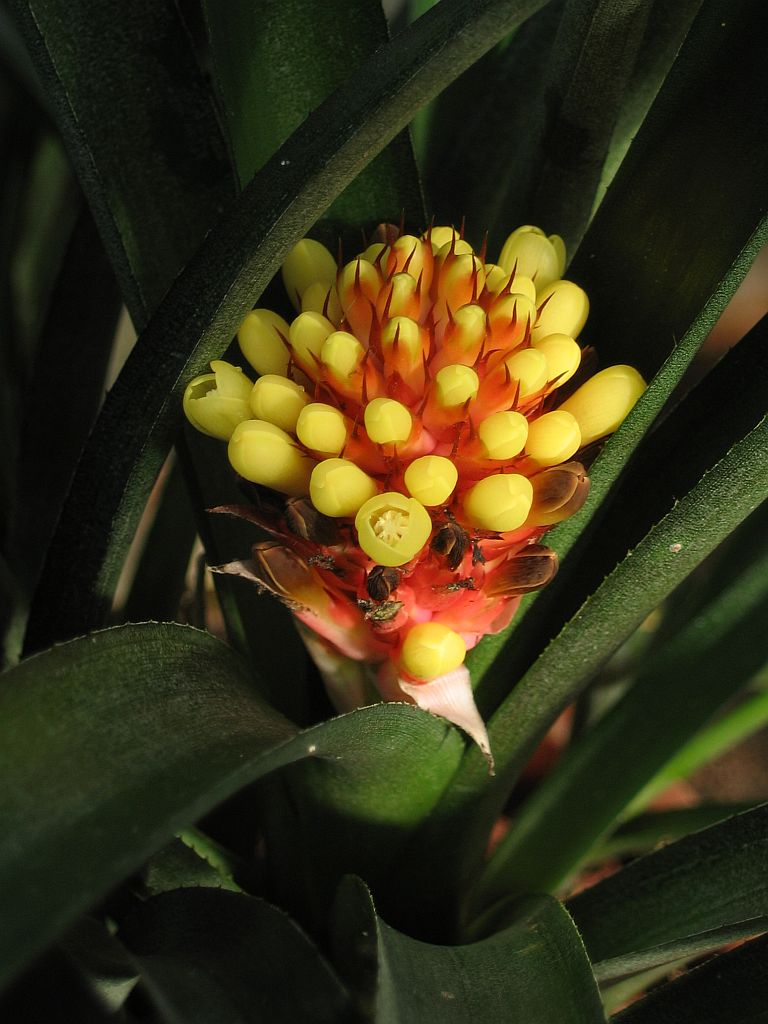